# Tolupanes
Los Tolupanes es un pueblo indígena localizado en la República de Honduras. 
Se les conoce también como Xicaques y hablan diversas lenguas como el xicaque-tol. El término jicaque fue utilizado por los colonizadores para referirse a los diferentes grupos rebeldes de Tegucigalpa y en los últimos tiempos para la población jicaque-tol de El Palmar Buena Vista Santa Bárbara. Hacia fines de la época prehispánica se extendieron por la costa atlántica, la bahía de Honduras, desde el río Ulúa a Puerto Castilla, cerca de la actual ciudad de Trujillo y tierra adentro hasta el río Sulaco, pero en el año de 1609 los tolupanes se asentaron en el área de los ríos Guayape y Guayambre, en Departamento de Olancho. También conocidos como tolupanes y tolupamtolupam.

## Historia
Según se conoce se opusieron durante la conquista española de los territorios que eran de su propiedad después conocido como Provincia de Honduras, actual república de Honduras; lucharon para evitar ser privados de su libertad, su cacique por ese entonces, era Cicumba, quien opuso resistencia a las fuerzas españolas dirigidas por Pedro de Alvarado en 1536 en la zona del río Ulúa y el valle de Sula. Luego de ser derrotada resistencia tolupana fue aprisionada junto al rey Cicumba, se les dejó morir por hambre. Las demás tribus restantes continuaron habitando sus poblados originarios.
En ese entonces eran cazadores-recolectores, cultivaban yuca amarga y, comerciaban maíz y el cactus que produce la cochinilla, utilizaban canoas monóxilas para transportar sus productos comerciales.
Desde el siglo XV hasta la actualidad han ocupado sus tierras originales en los departamentos de Olancho, Yoro y Atlántida.   
A finales del siglo XIX, ciertos grupos de tolupanes se vieron obligados a moverse a la Montaña de la Flor, después de que el gobernador del Departamento de Yoro ordenara la persecución del grupo para someterlos a trabajo forzoso. El grupo de tres familias decidió aislarse en la montaña, pues esta quedaba en Francisco Morazán, y fuera de la jurisdicción del gobernador de Yoro. En la pequeña comunidad se practicaba la agricultura de subsistencia con cultivos como el tabaco, maíz, tubérculos y calabazas, algunos de los cultivos se intercambiaban con ladinos, es decir, mestizos que llegaban a la zona con objetos como machetes, hachas, telas o sal. En 1929, bajo gestión del presidente Miguel Paz Barahona y el alcalde local, el gobierno otorgó la tierra a la comunidad de forma oficial bajo el concepto de terreno ejidal.
Hoy en día tienen una "reserva" en la Montaña de la Flor en Francisco Morazán. Las tierras que ocupan los tolupanes son un 60% tierras forestales, un 30% tierras dedicadas a la ganadería y un 10% tierras de uso agrícola.[cita requerida]
En los documentos coloniales se usa la palabra jicaque para gente indígena no bajo el dominio español, pero en su mayoría no son miembros de este grupo indígena, ni habladores de la lengua Tol. Los términos jicaque o xicaque son un peyorativo pues en quiché significa ' caníbal, indio salvaje'. Su cacique actual es Tomás Martínez, tras el fallecimiento del cacique Cipriano en el 2015. En 1855 había 7000 xicaques en Yoro, tres años después eran apenas 3.000 más otros mil en Santa Bárbara.

## Lenguas de los tolupanes

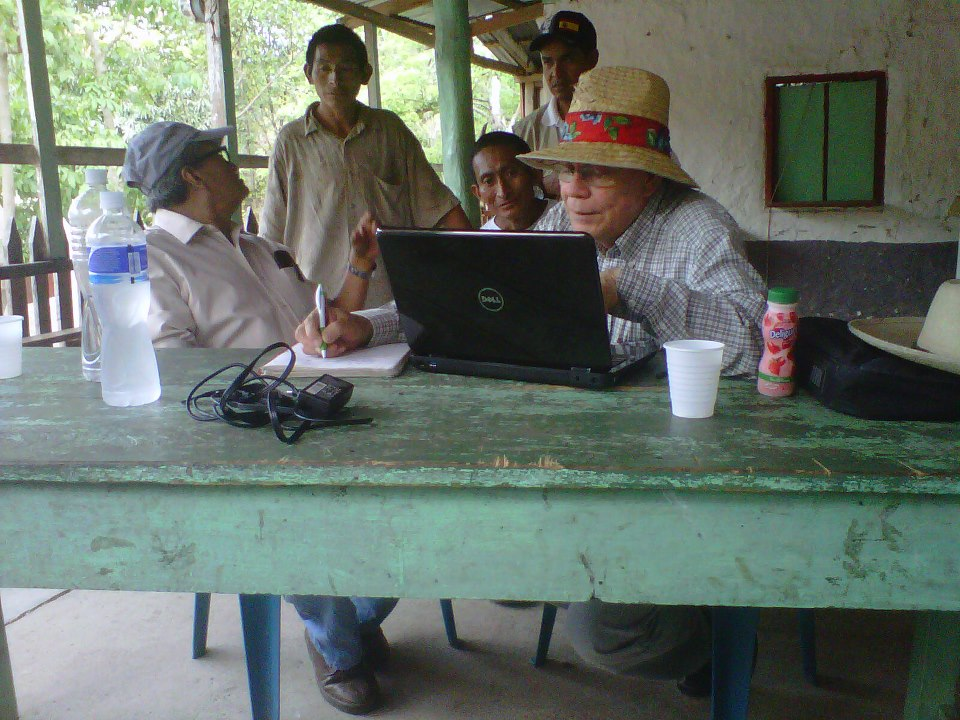
Víctor Manuel Ramos validando el Diccionario de las Lenguas de Honduras con los tolupanes.

Los tolupanes hablan un conjunto de lenguas estrechamente emparentadas llamadas tol o jicaque, que juntas forman la familia jicaque-tol. Este conjunto de lenguas indígenas se hablan todavía dentro de la actual Honduras.
Estas lenguas jicaque-tol están emparentadas con las lenguas tequistlatecas habladas en el estado mexicano de Oaxaca formando la familia tequistlateco-jicaque. También se ha conjeturado muy especulativamente en este último grupo podría estar relacionado con las lenguas hokanas de Norteamérica.
El escritor Tito Cardona en su libro: "Senderos inéditos de la tierra tolupán" relata que en lengua tol; to quiere decir ser, lu es color y pan producto de la tierra. Tolupán ser traduciria entonces como: Ser lleno de color producto de la tierra.

## Defensa de sus tierras
Desde tiempos de la colonización han defendido sus territorios de los invasores españoles cuidando la salud de sus bosques y tierras, monitoreando la calidad de las aguas y el estado de los bosques en los departamentos de Yoro, Olancho y Atlántida.
Las mineras en estos terrenos han estado contaminando las aguas y tierras, por otro lado las empresas aserraderos han estado talando los bosques para venderlos al extranjero, eliminando la belleza natural de estos, la vida animal y sus fuentes de alimentos.
En la segunda semana de agosto de 2013 150 tolupanes protestaban contra la tala de los bosques y la contaminación de las mineras en sus tierras por lo que tomaron la carretera por dos semanas evitando el paso de cargamentos de antimonio en la mina de Yoro y de camiones con madera extraída de los bosques.
El lunes 26 de agosto a las 5 de la tarde llegaron al lugar dos sicarios de nombre Selvín Fúnez y Carlos Matute en una motocicleta, argumentaban ser de la etnia y exigían cruzar la toma, seguidamente desenfundaron sus armas y asesinaron a los hermanos Ricardo Soto Fúnez y Armando Fúnez Medina, además persiguieron a María Enriqueta Matute de 71 años hasta su casa y le dispararon en la cabeza asesinándola de varios balazos.

## Cultura
Las manifestaciones culturales de los tolupanes han desaparecido en su mayoría, excepto en la tribu de la Montaña de la Flor. En el 2011, UNESCO incluyó a la lengua Tol en su lista de Lenguajes en Peligro para el 2015, se estimaba que solamente entre el 2 y el 4% de los Tolupanes nativos aún hablan la lengua Tol. Esto se debe a la falta de apoyo educativo que se da al idioma y al amplio nivel de discriminación que enfrenta el grupo al hablarlo. Esto también se manifiesta en la pérdida de varias prácticas e instrumentos culturales del grupo. 
En la Montaña de la Flor se conservan algunas costumbres, en especial aquellas que son de naturaleza ceremonial. Una de estas costumbres es la de los velorios y su perspectiva sobre la muerte. Los Tolupanes no ven a la muerte como un tiempo de pérdida o duelo, sino que como un tiempo de reflexión y pensamiento. En los velorios tolupanes, el muerto es velado en la cocina de las casas, donde la familia se queda 24 horas con este, aprovechan para comer y beber café, la familia discute y recuerda lo que fue la persona en vida para luego enterrarla. Los tolupanes entierran a sus muertos en las mantas que utilizaban en vida para dormir, y ponen sus pertenencias en la fosa. 
En lo relacionado con la vestimenta, los tolupanes históricamente usaban vestidos hechos de corteza del árbol de hule, pero en tiempos recientes, la vestimenta tradicional se ha perdido también. En algunas tribus aún se utiliza el "balandrán", un vestido tradicional de color verde que se decora con plumas. 